# Sri-lankische Cricket-Nationalmannschaft in Indien in der Saison 2019/20
Die Tour der sri-lankischen Cricket-Nationalmannschaft nach Indien in der Saison 2019/20 fand vom 5. bis zum 10. Januar 2020 statt. Die internationale Cricket-Tour war Bestandteil der Internationalen Cricket-Saison 2019/20 und umfasste drei Twenty20s. Indien gewann die Twenty20-Serie 2–0.

## Vorgeschichte
Indien spielte zuvor eine Tour gegen die West Indies, Sri Lanka in Australien. Das letzte Aufeinandertreffen der beiden Mannschaften bei einer Tour fand in der Saison 2017/18 in Indien statt. Ursprünglich sollte eine Serie zwischen Simbabwe und Indien zu diesem Zeitpunkt stattfinden. Als Simbabwe vom Weltverband ICC suspendiert wurde, ersetzte man sie durch Sri Lanka, behielt aber Daten und Stadien bei.

## Stadien
Die folgenden Stadien wurden für die Tour als Austragungsort vorgesehen.
| Stadion                                 | Stadt    | Kapazität | Spiele |
| --------------------------------------- | -------- | --------- | ------ |
| Barsapara Stadium                       | Guwahati | 40.000    | 1. T20 |
| Holkar Stadium                          | Indore   | 30.000    | 2. T20 |
| Maharashtra Cricket Association Stadium | Pune     | 42.000    | 3. T20 |

## Kaderlisten
Indien benannte seinen Kader am 23. Dezember 2019. Sri Lanka benannte seinen Kader am 1. Januar 2020.
| Twenty20 | Twenty20 |
| Indien | Sri Lanka |
| --- | --- |
| - Virat Kohli (K) - Jasprit Bumrah - Yuzvendra Chahal - Shikhar Dhawan - Shivam Dube - Shreyas Iyer - Ravindra Jadeja - Manish Pandey - Rishabh Pant (wk) - KL Rahul - Sanju Samson - Navdeep Saini - Washington Sundar - Shardul Thakur - Kuldeep Yadav | - Lasith Malinga (K) - Dhananjaya de Silva - Niroshan Dickwella (wk) - Avishka Fernando - Oshada Fernando - Danushka Gunathilaka - Wanindu Hasaranga - Lahiru Kumara - Angelo Mathews - Kusal Mendis - Kusal Perera - Bhanuka Rajapaksa - Kasun Rajitha - Lakshan Sandakan - Dasun Shanaka - Isuru Udana |

## Twenty20 Internationals

### Erstes Twenty20 in Guwahati
| 5. Januar Scorecard | Guwahati | Indien   | – | Sri Lanka |
|                     |          | Abgesagt |   |           |

### Zweites Twenty20 in Indore
| 7. Januar Scorecard | Indore | Sri Lanka 142-9 (20)         | – | Indien 144-3 (17.3) |
|                     |        | Indien gewinnt mit 7 Wickets |   |                     |

### Drittes Twenty20 in Pune
| 10. Januar Scorecard | Pune | Indien 201-6 (20)          | – | Sri Lanka 123 (15.5) |
|                      |      | Indien gewinnt mit 78 Runs |   |                      |